# Voillecomte
Voillecomte ist eine französische Gemeinde mit 515 Einwohnern (Stand: 1. Januar 2022) im Département Haute-Marne in der Region Grand Est (bis 2015 Champagne-Ardenne). Sie gehört zum Arrondissement Saint-Dizier und ist Mitglied im Gemeindeverband Communauté d’agglomération du Grand Saint-Dizier, Der et Vallées. Die Bewohner werden Voillecomtois und Voillecomtoises genannt.
Die Gemeinde erhielt 2024 die Auszeichnung „Zwei Blumen“, die vom Conseil national des villes et villages fleuris (CNVVF) im Rahmen des jährlichen Wettbewerbs der blumengeschmückten Städte und Dörfer verliehen wird.

## Geografie
Voillecomte liegt in der dünn besiedelten südlichen Champagne, etwa 17 Kilometer südsüdwestlich von Saint-Dizier. Umgeben wird Voillecomte von den Nachbargemeinden Frampas im Norden und Nordwesten, Louvemont im Norden und Nordosten, Wassy im Osten und Südosten, Laneuville-à-Rémy im Süden sowie Robert-Magny im Süden und Westen.

## Bevölkerungsentwicklung
| Jahr                       | 1962 | 1968 | 1975 | 1982 | 1990 | 1999 | 2006 | 2011 | 2019 |
| -------------------------- | ---- | ---- | ---- | ---- | ---- | ---- | ---- | ---- | ---- |
| Einwohner                  | 433  | 430  | 347  | 396  | 479  | 470  | 469  | 487  | 516  |
| Quellen: Cassini und INSEE |      |      |      |      |      |      |      |      |      |

## Sehenswürdigkeiten
- Kirche Saint-Luc, im 19. Jahrhundert wieder errichtet, Glockenturm aus dem 12. Jahrhundert, Monument historique

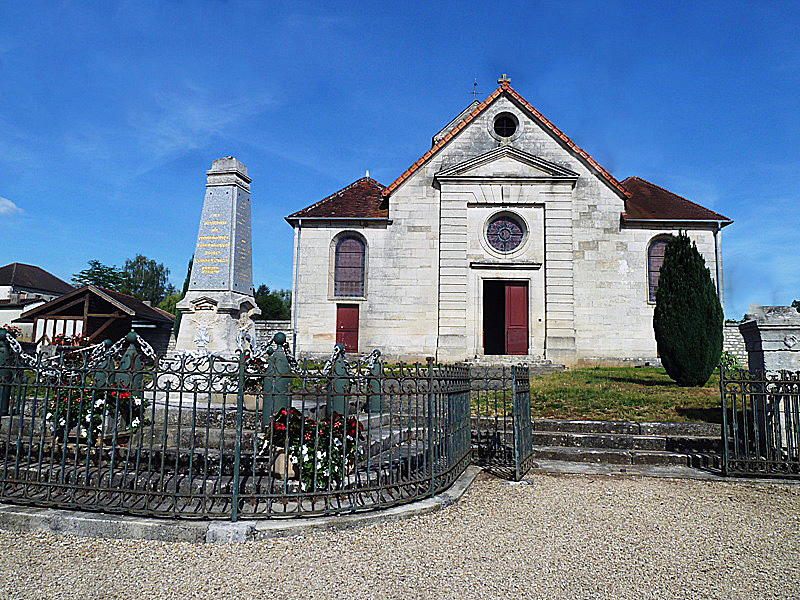
Kirche Saint-Luc